# 華為Nova 4
华为Nova4是华为于2018年12月发布的一款手机，该手机是最早一批使用挖孔屏的手机之一（另外还有三星Galaxy A8s、联想z5s）